# Kuchingius
Kuchingius is een geslacht van hooiwagens uit de familie Epedanidae.
De wetenschappelijke naam Kuchingius is voor het eerst geldig gepubliceerd door Roewer in 1927. 

## Soorten
Kuchingius is monotypisch en omvat slechts de volgende soort:
- Kuchingius megalopalpus